# Espeletia
Die Espeletia sind eine Pflanzengattung in der Unterfamilie Asteroideae innerhalb der Familie der Korbblütler (Asteraceae). Die etwa 150 Arten gedeihen unter tropisch-montanen Bedingungen im nördlichen Südamerika. Einige Arten finden Verwendung als Heilpflanze.

## Beschreibung

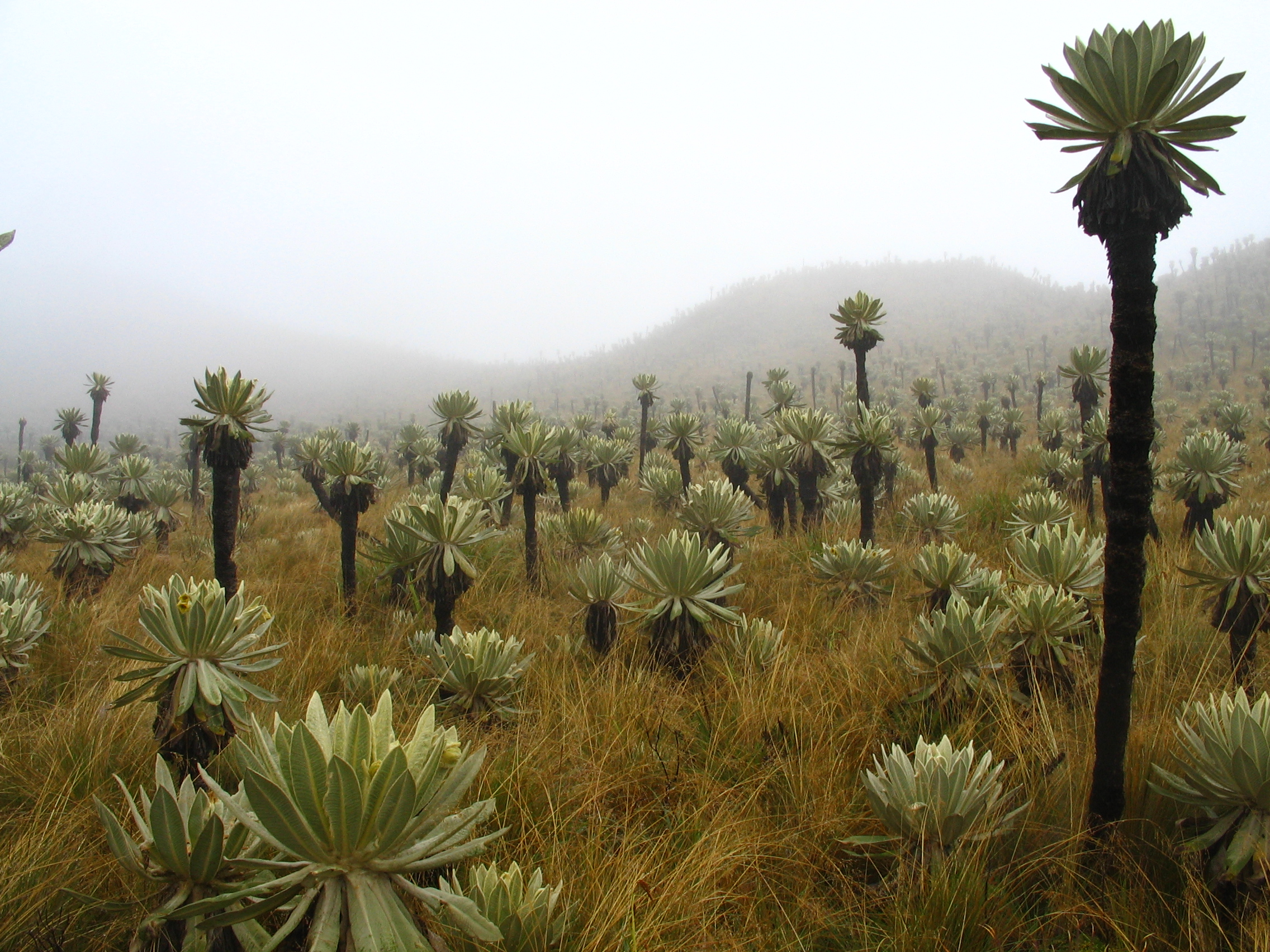
Habitus von Espeletia pycnophylla im Habitat

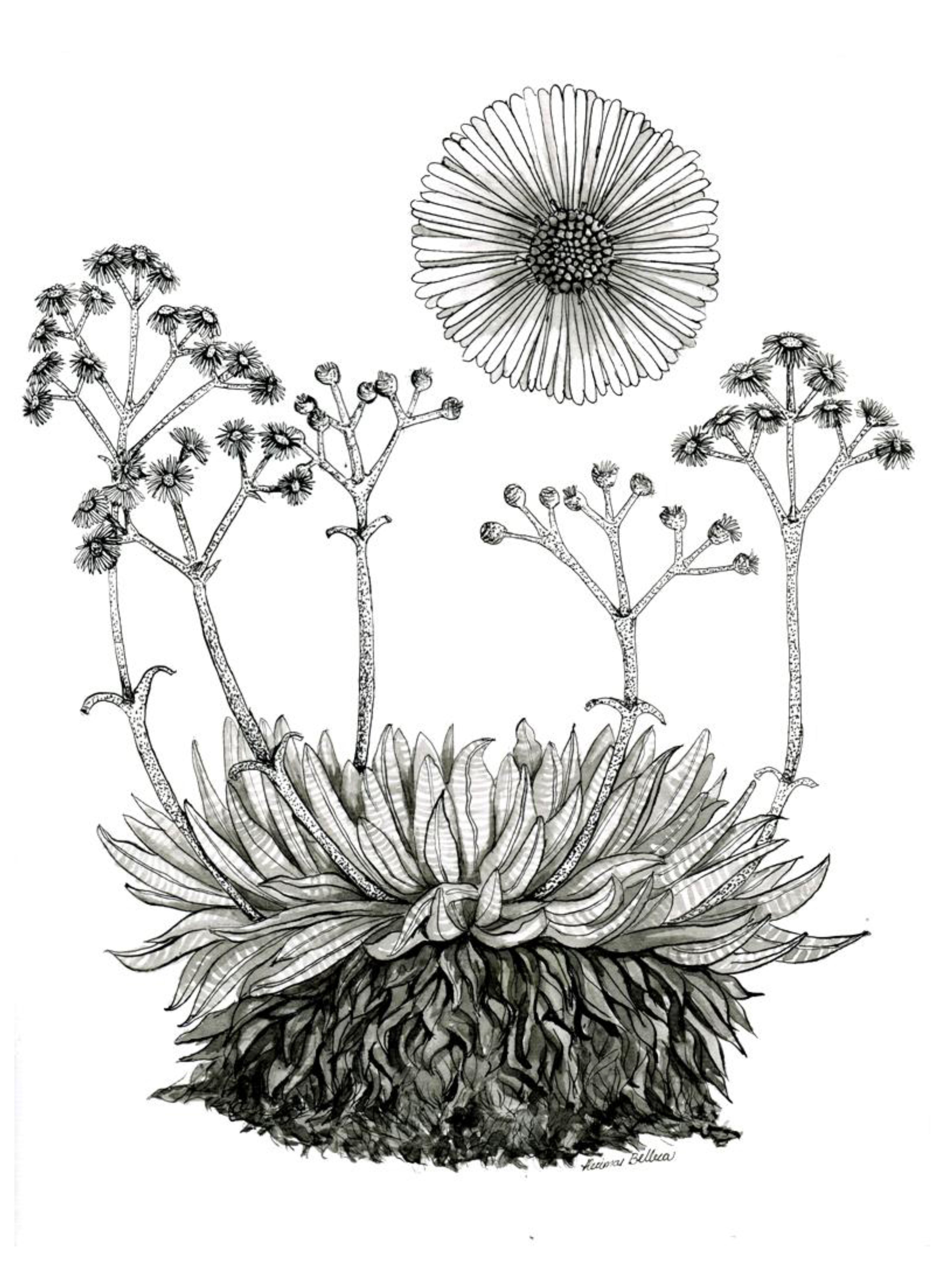
Illustration von Espeletia schultzii

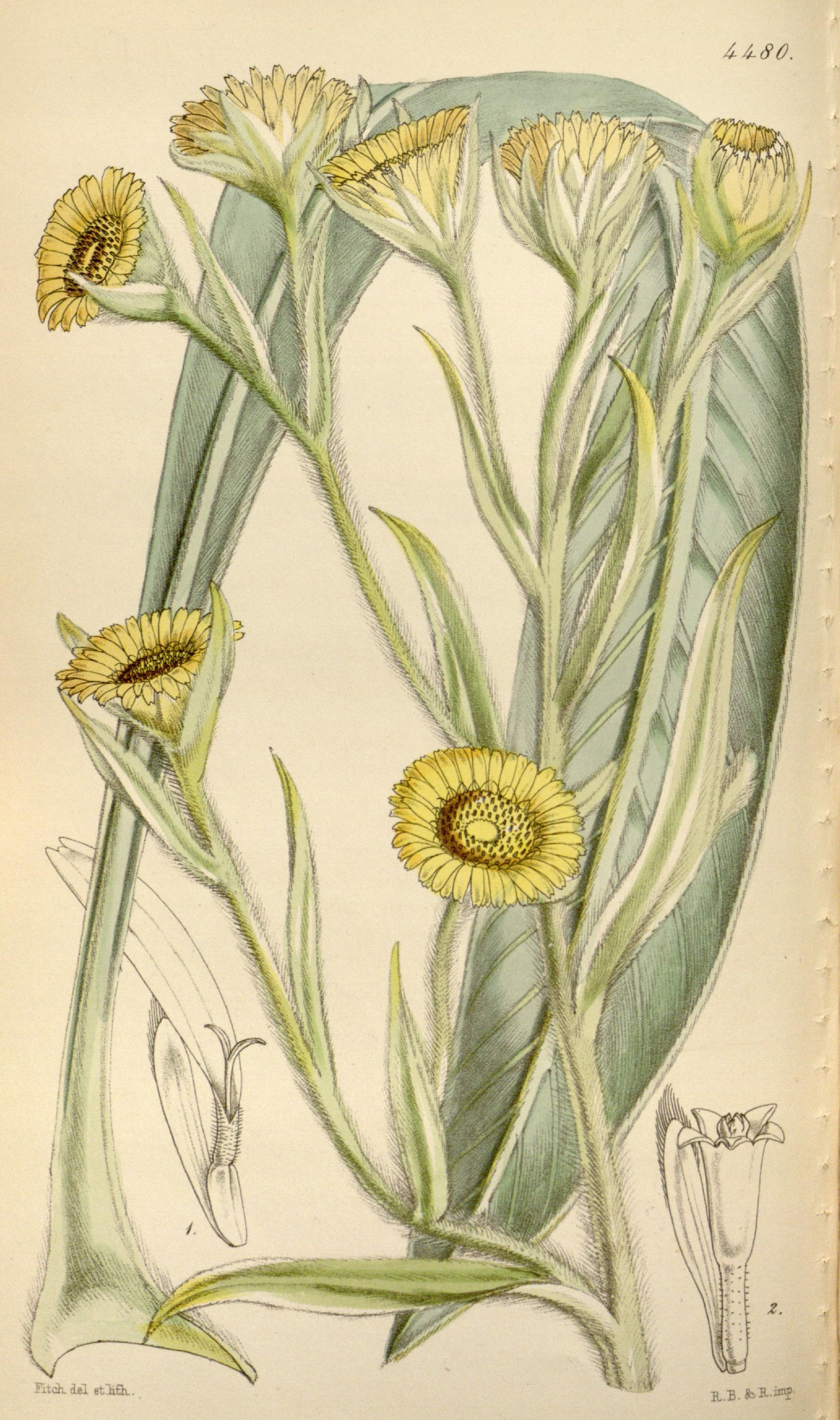
Illustration aus Curtis's Botanical Magazine, Tafel 4480 von Espeletia argentea

### Vegetative Merkmale
Espeletia-Arten sind unverzweigt wachsende, stark wollig behaarte, ausdauernde Halbsträucher. Sie sind sogenannte Schopfrosettenbäumchen, das heißt, durch den Wuchs der großen Blattrosette bildet sich mit zunehmendem Alter ein aufrechter Stamm. Auf seinem Ende stehen dicht die einfachen, auch nach der Welke noch am Stamm verbleibenden Blätter, deren abgeflachter Scheinstiel einer dicken, im Inneren kahlen, trockenen und gelblichen Blattscheide entspringt. Die lederige Blattspreite ist schmal-elliptisch bis schwach verkehrt-lanzettlich, spitz zulaufend und dicht behaart mit spiralförmigen sowie wenigen wolligen Haaren. Der Blattrand ist leicht zurückgerollt.

### Generative Merkmale
Der komplexe Blütenstand (Synfloreszenz) steht seitenständig an gegenständigen Tragblättern und besteht aus rispig angeordneten körbchenförmigen Teilblütenständen. Die Korbstiele sind 3 bis 15 Zentimeter lang. Der Körbchenboden spreublättrig. Die Blütenkörbe sind radiärsymmetrisch, heterogam und heteromorph. Der Außenkelch des Korbes ist ebenso groß oder größer noch als das Involucrum und ein- bis zweireihig. Die Hüllblätter sind gelegentlich asymmetrisch und häutig, die inneren grün, eiförmig oder umgekehrt-eiförmig, die äußeren stark behaart, spitz zulaufend oder stumpf. Der Hüllkelch ist halbkugel- bis becherförmig, zweireihig, die häutigen Hüllblätter sind lanzettlich, schmal-elliptisch oder umgekehrt-lanzettlich und gelegentlich asymmetrisch. Die inneren Hüllblätter sind grün, zum äußeren Ende hin wollig behaart und am Rand bewimpert. Die lanzettlichen oder umgekehrt-lanzettlichen, spitz zulaufenden, am Rand bewimperten und zum äußeren Ende hin leicht wollig behaarten Spreublätter sind mit der Achäne verwachsen und dauerhaft, anfangs häutig und während der Reife annähernd ledrig.
Die gelben Zungenblüten sind weiblich, die Kronröhre ist fein behaart, der Kronsaum (Limbus) ist papillös und mehr oder weniger linealisch, sein äußeres Ende ist zwei- oder dreifach gezähnt. Die gelben Röhrenblüten sind zwittrig, zum äußeren Ende hin papillös und fast immer auch fein behaart, das Innere der Kronröhre ist ebenfalls fein behaart. Die Staubbeutel sind schwarz.
Die verkehrt-eiförmige Achäne ist dreieckig, schwarz, schwach glänzend und kahl, ein Pappus fehlt.

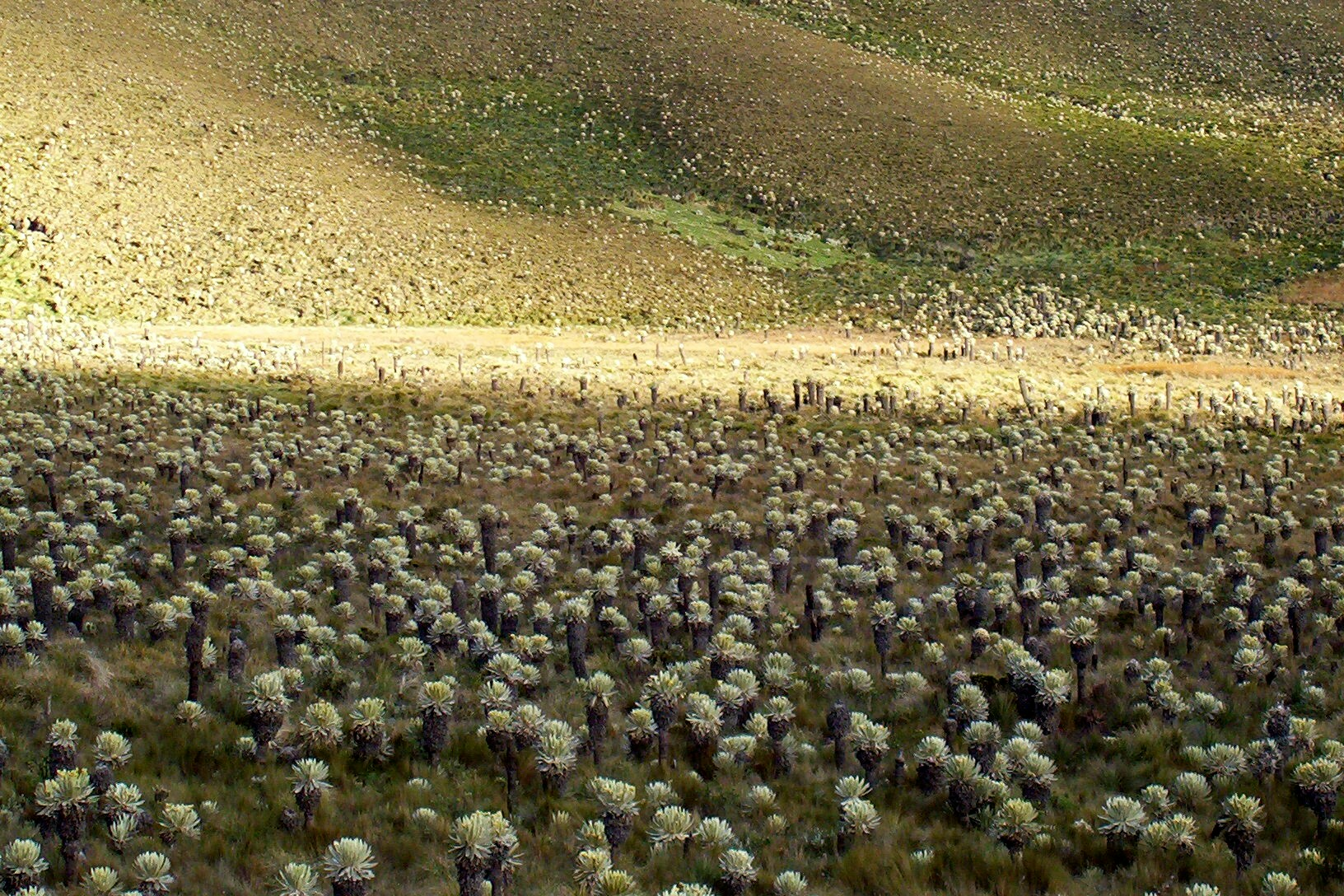
Bestand von Espeletia pycnophylla auf dem Páramo del Chiles, Carchi, Ecuador

## Verbreitung
Die Gattung Espeletia ist im nördlichen Südamerika (Ecuador, Venezuela, Kolumbien) verbreitet. Mannigfaltigkeitszentren sind die venezolanischen Anden und die östlichen Kordilleren Kolumbiens. Sie finden sich bevorzugt im sogenannten Páramo, einem typisch südamerikanischen tropisch-montanen Ökosystem.

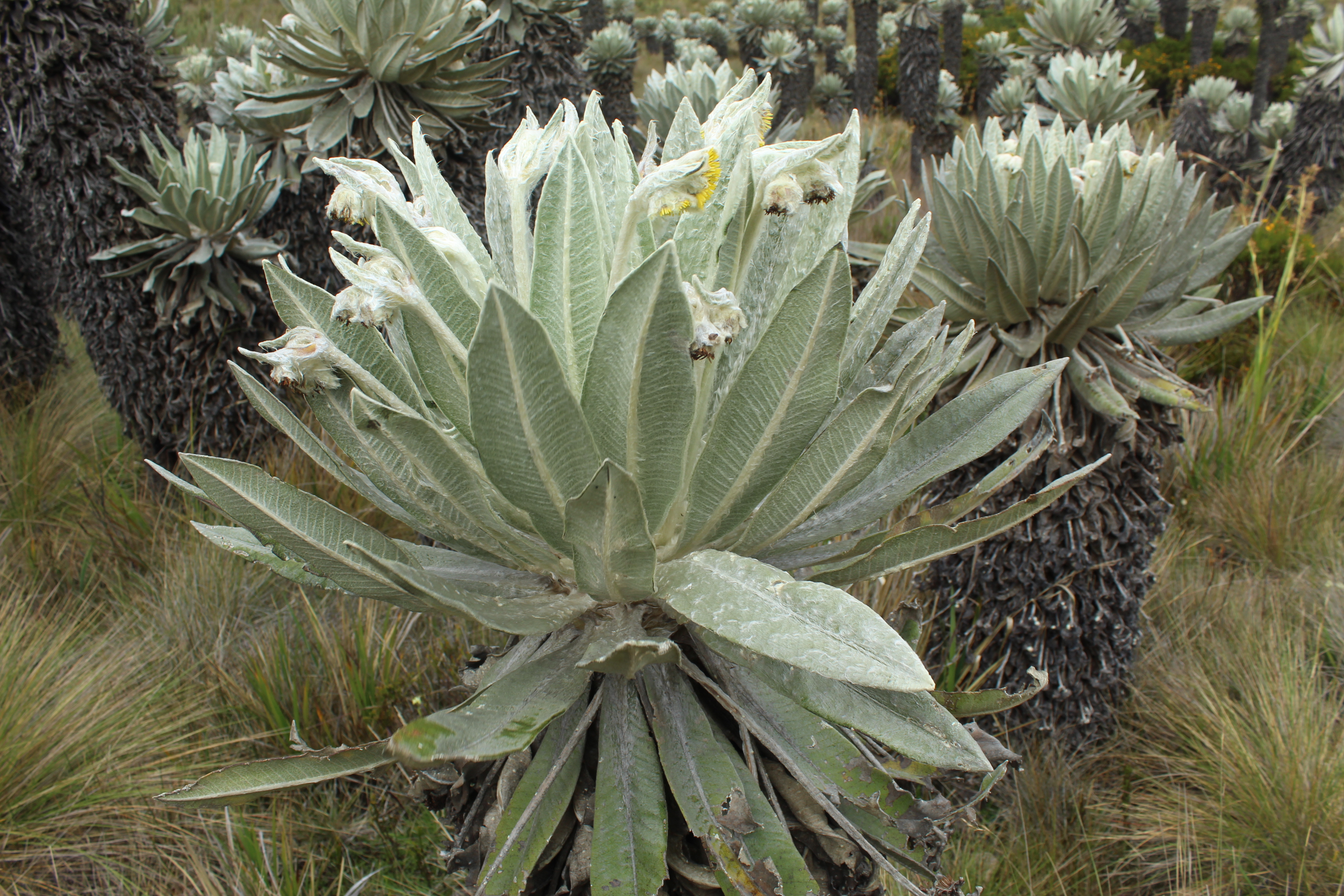
Espeletia arbelaezii1

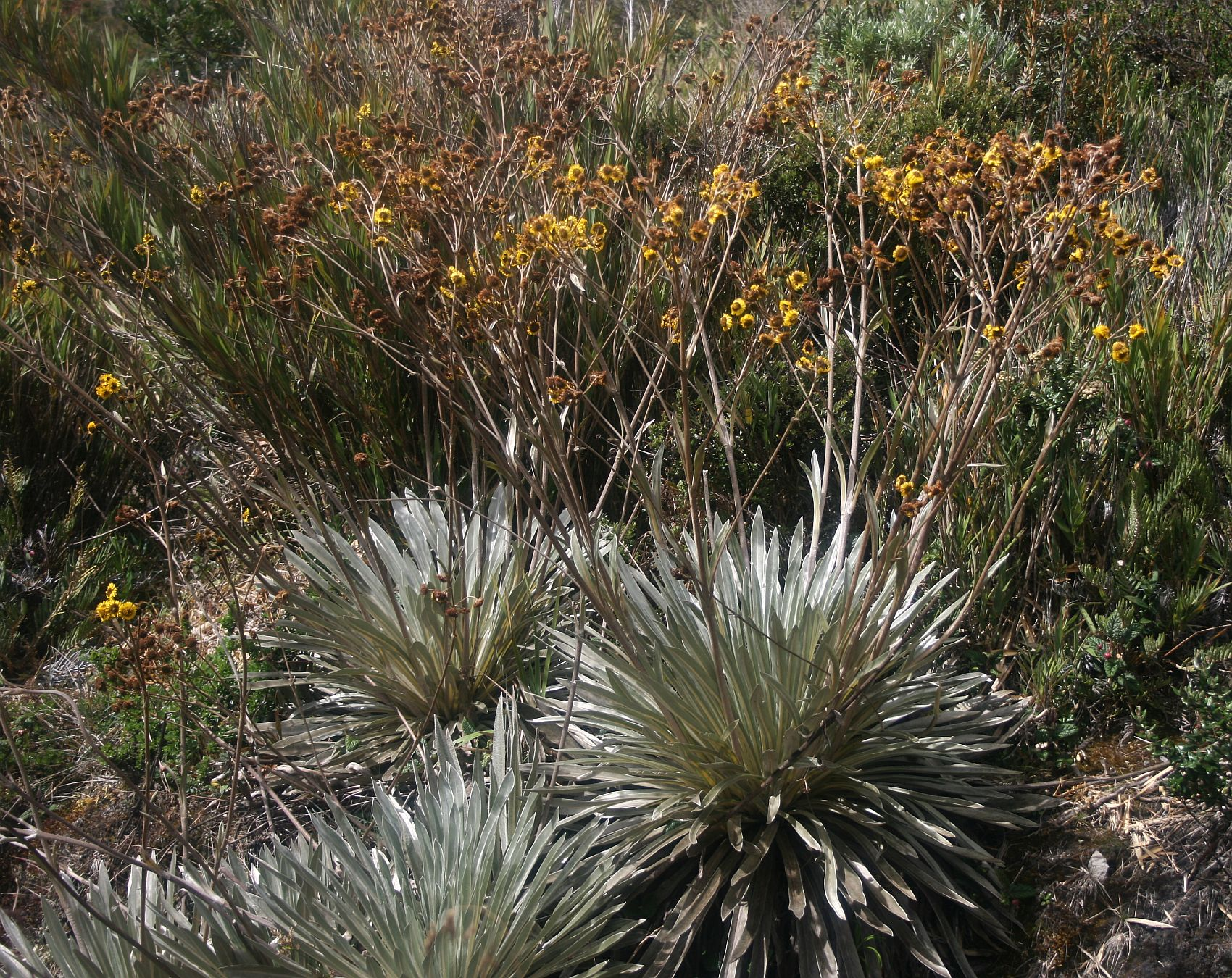
Espeletia argentea

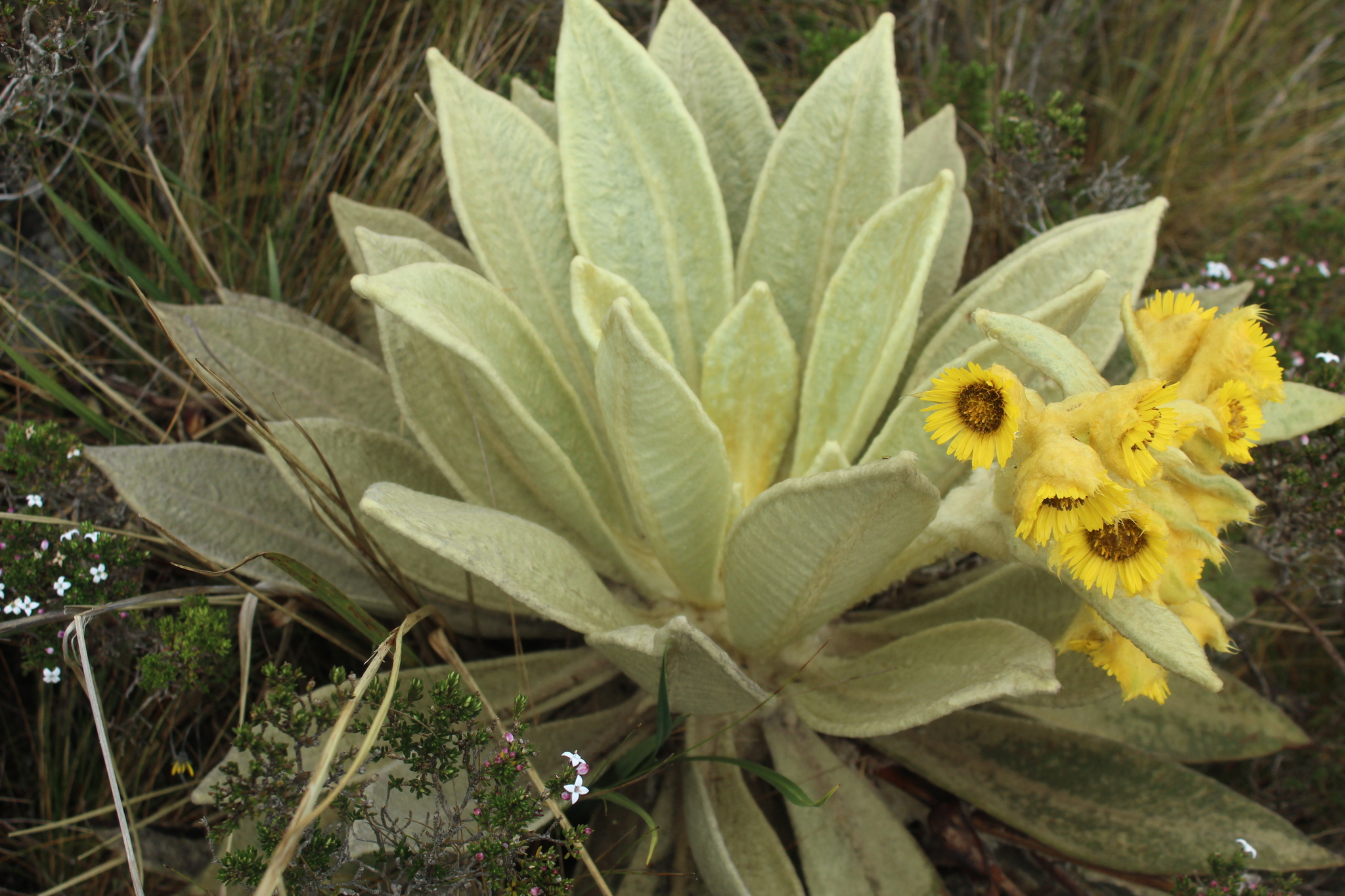
Espeletia barclayana

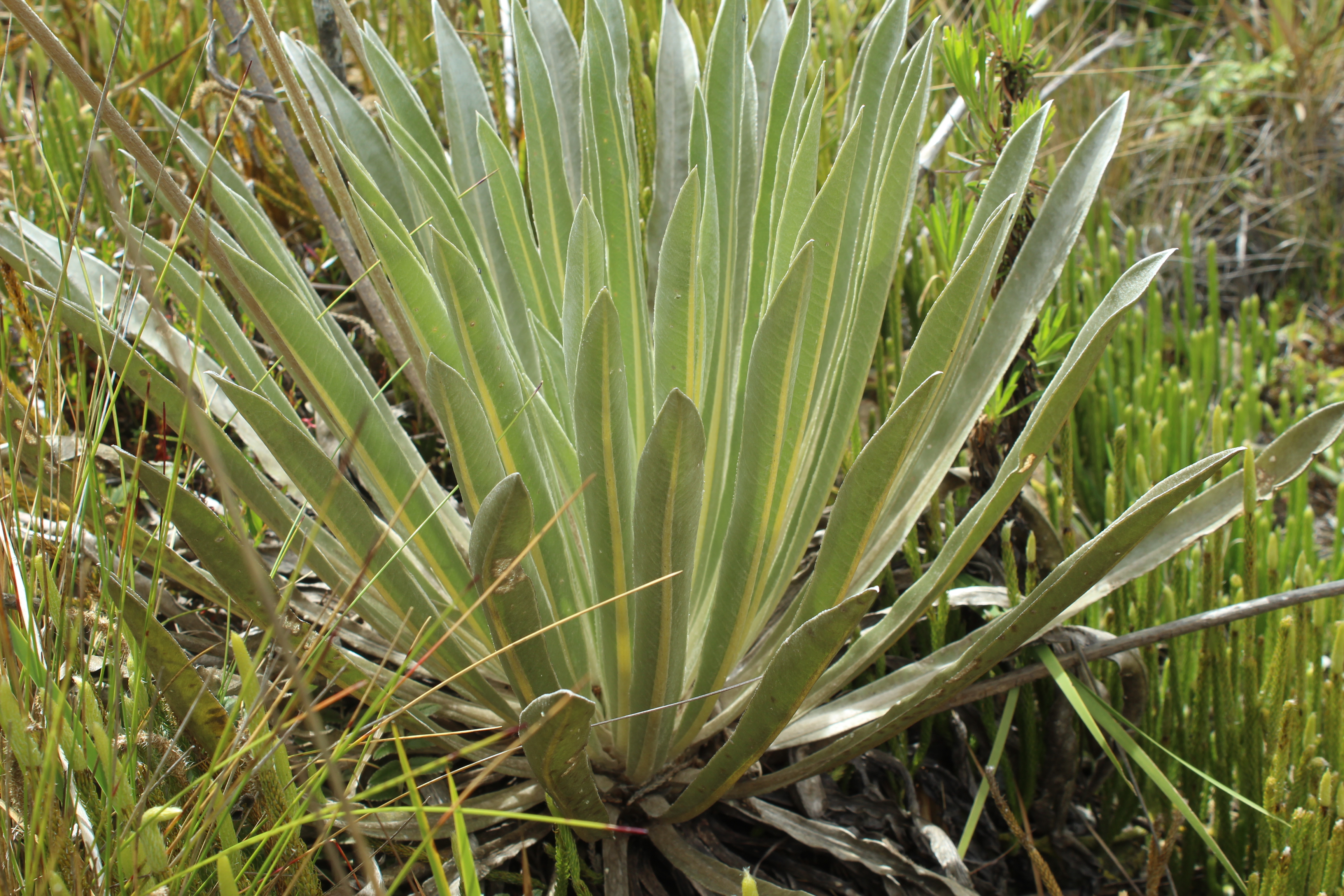
Habitus und Laubblätter von Espeletia boyacensis

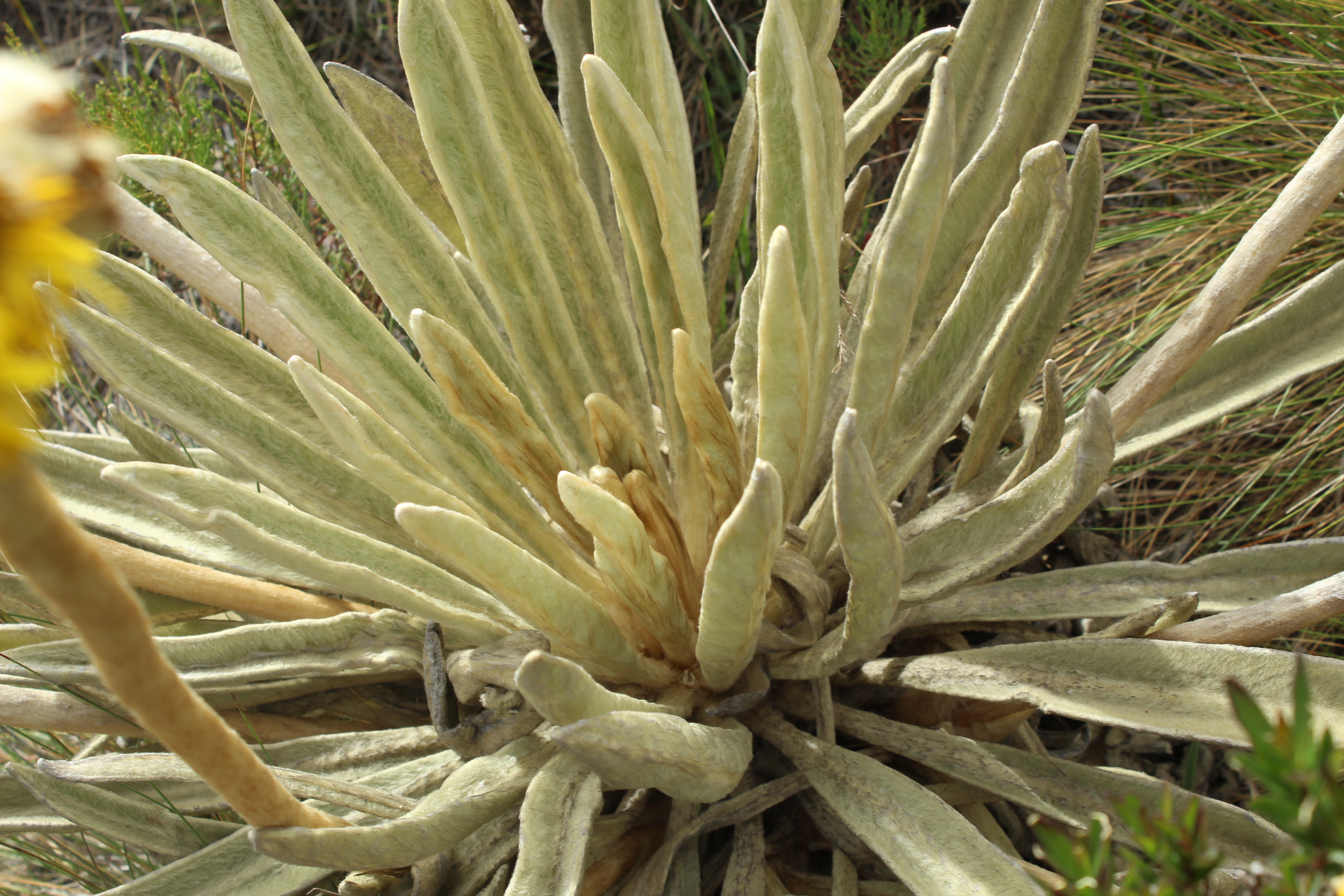
Habitus und Laubblätter von Espeletia congestiflora

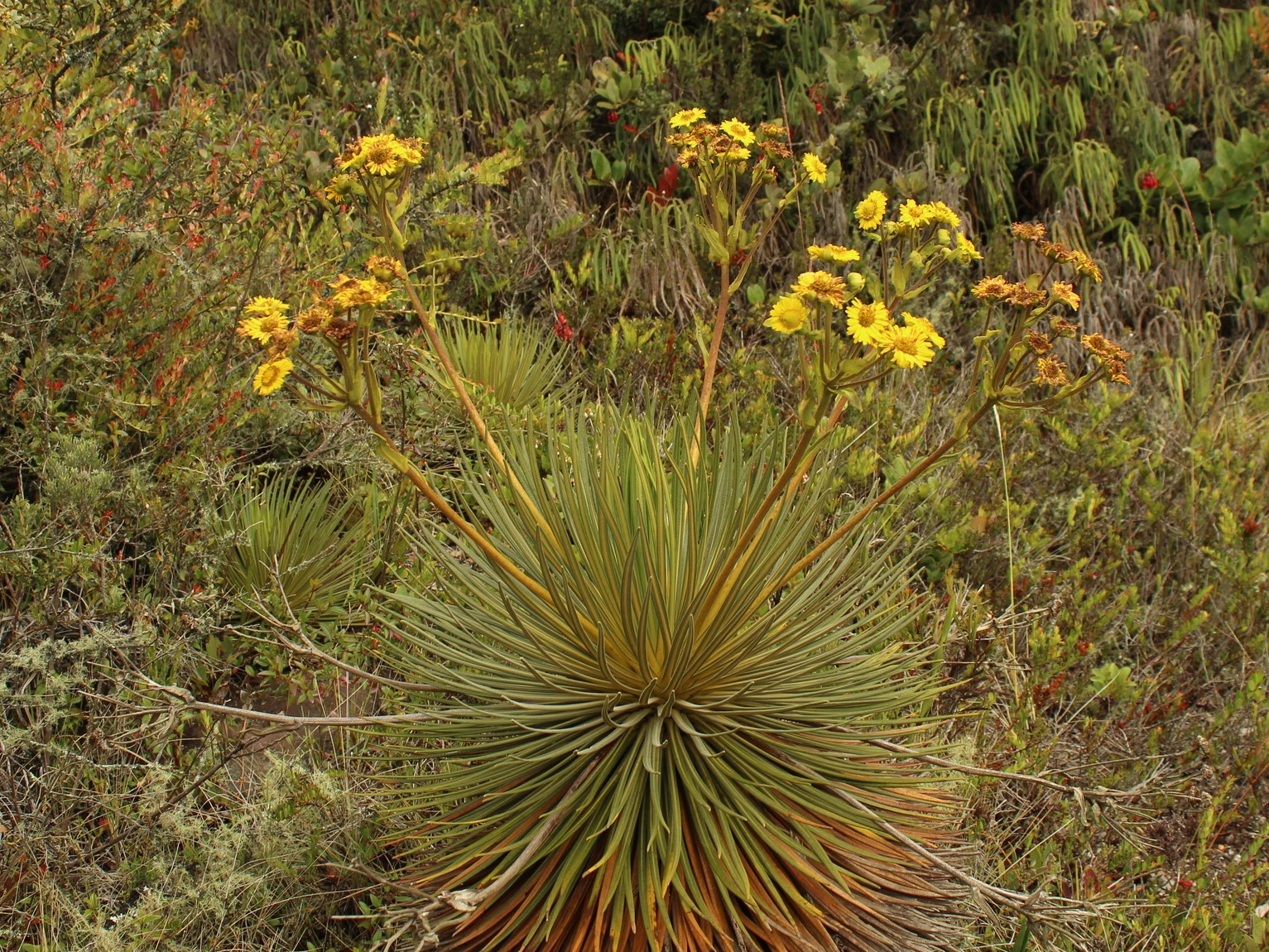
Espeletia glandulosa

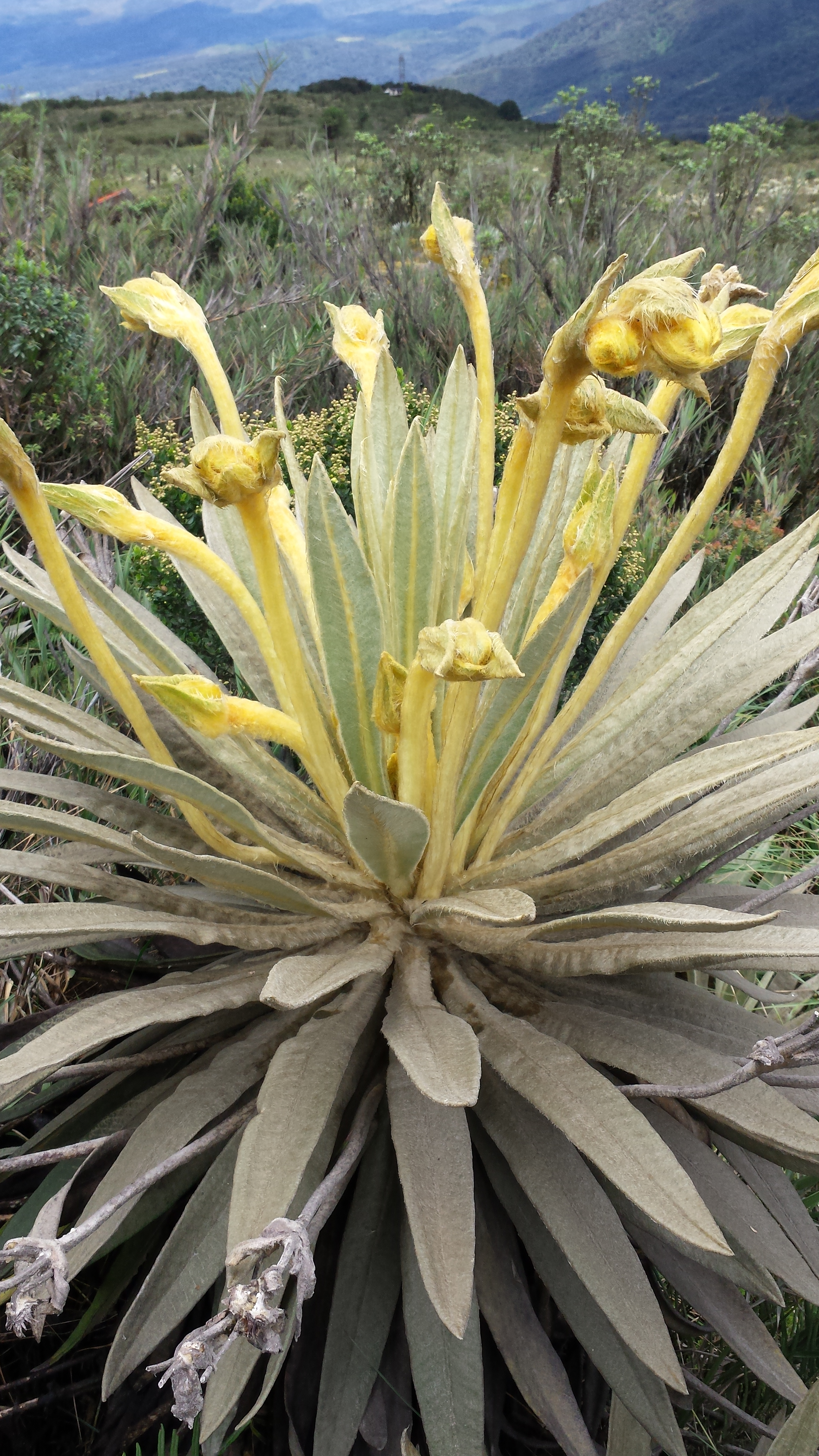
Habitus von Espeletia killipii im Habitat in Kolumbien

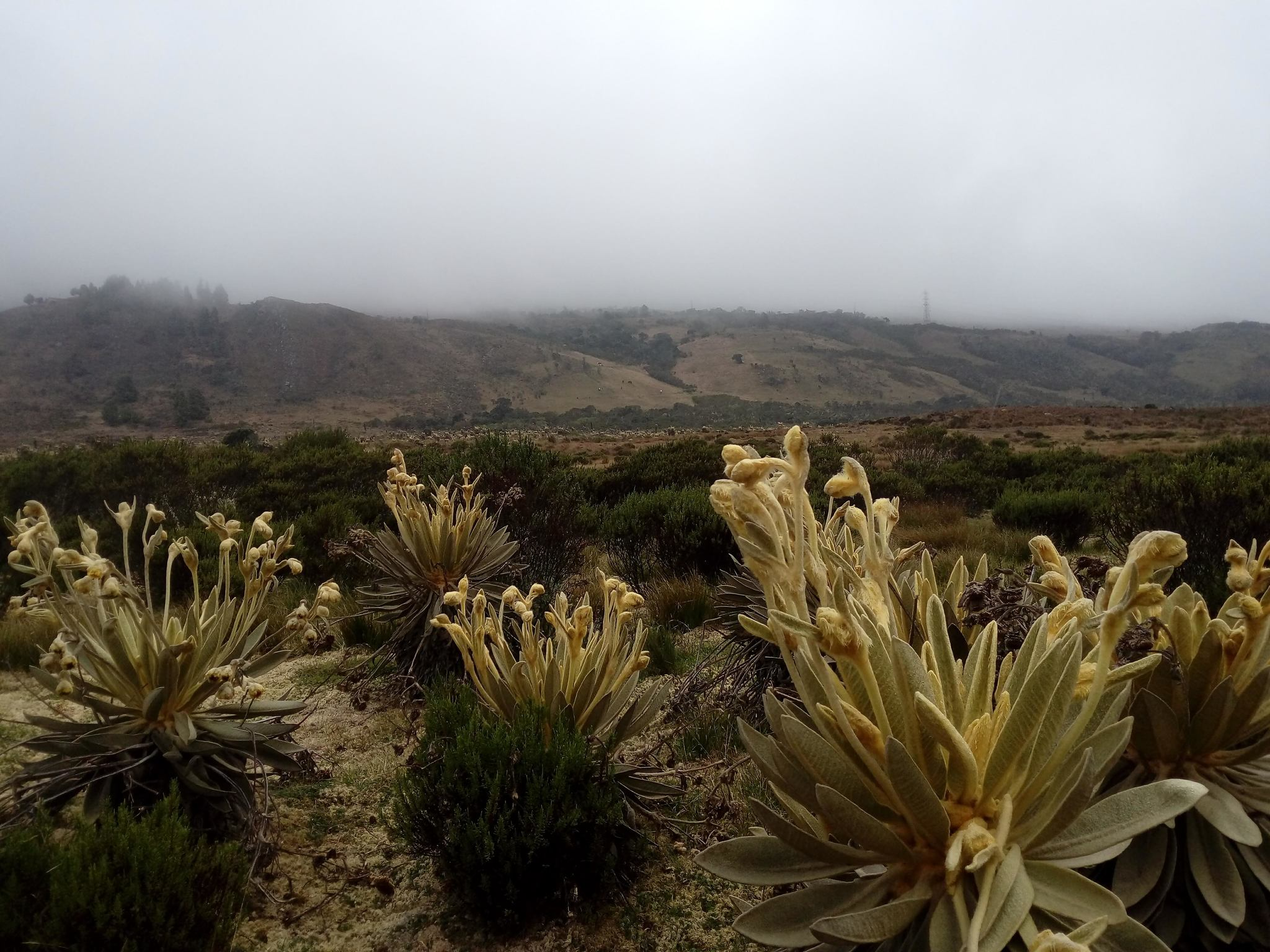
Habitus von Espeletia lopezii im Habitat in Kolumbien

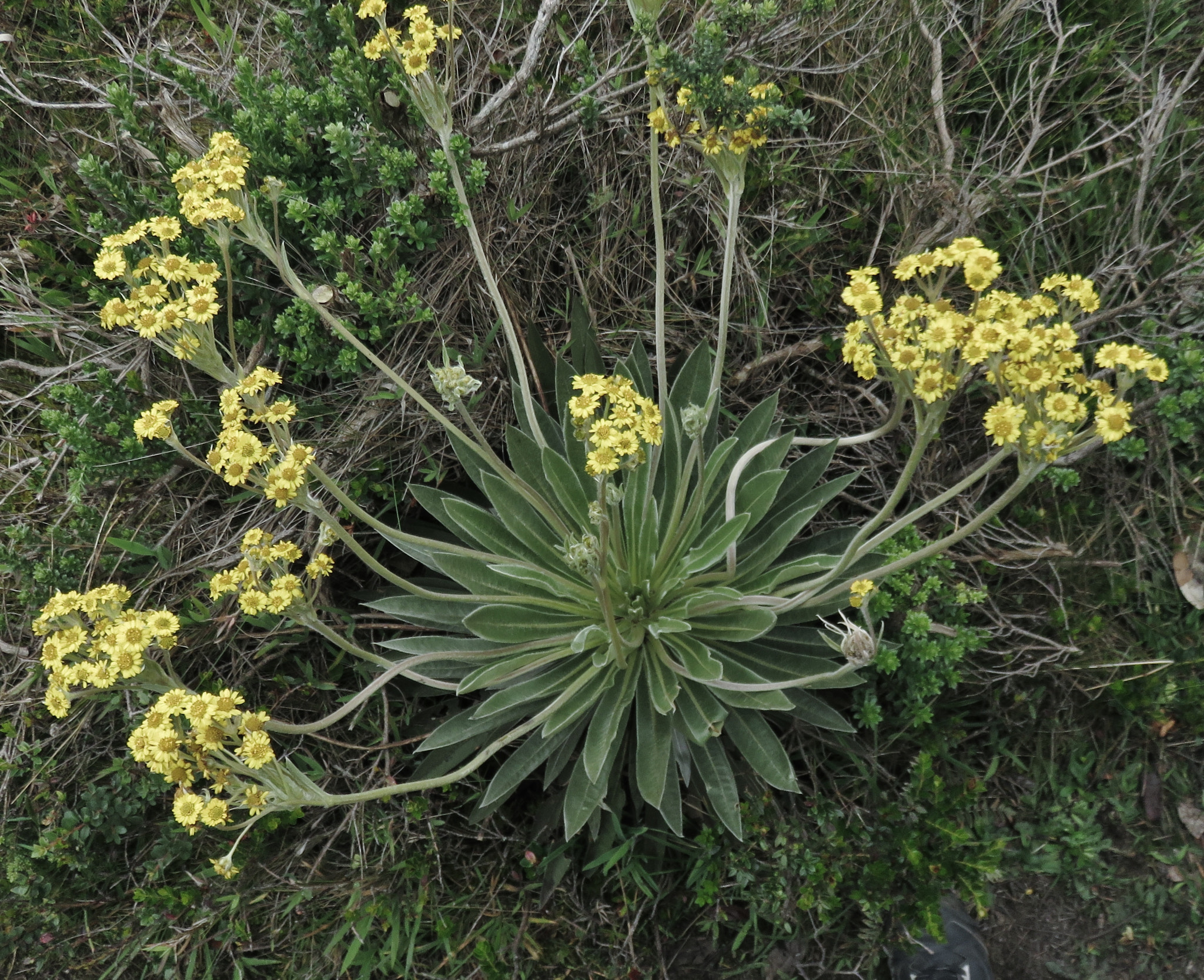
Habitus, Laubblätter und Blütenstände von Espeletia pycnophylla

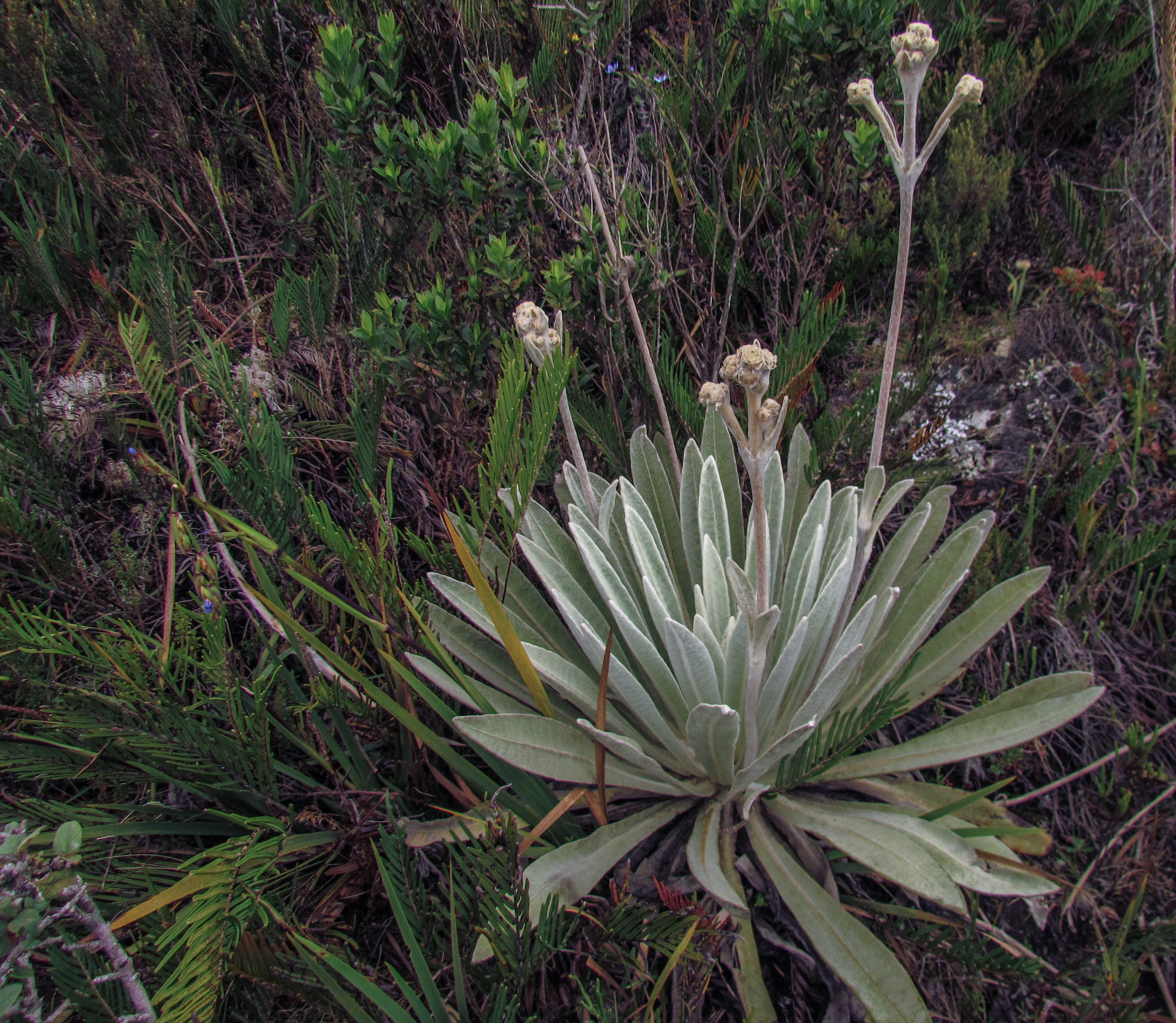
Habitus von Espeletia schultzii im Habitat in Venezuela

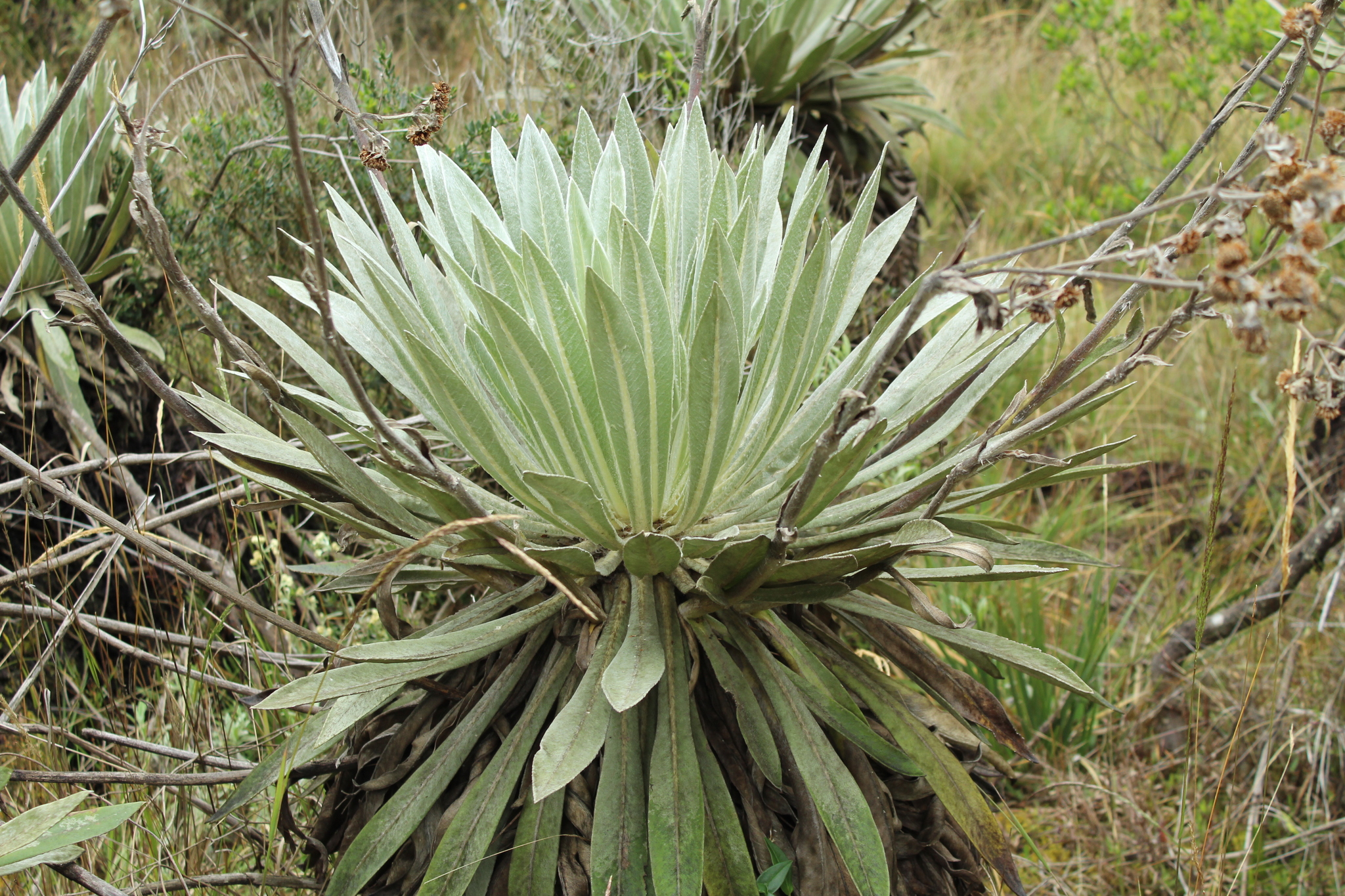
Habitus und Laubblätter von Espeletia tunjana

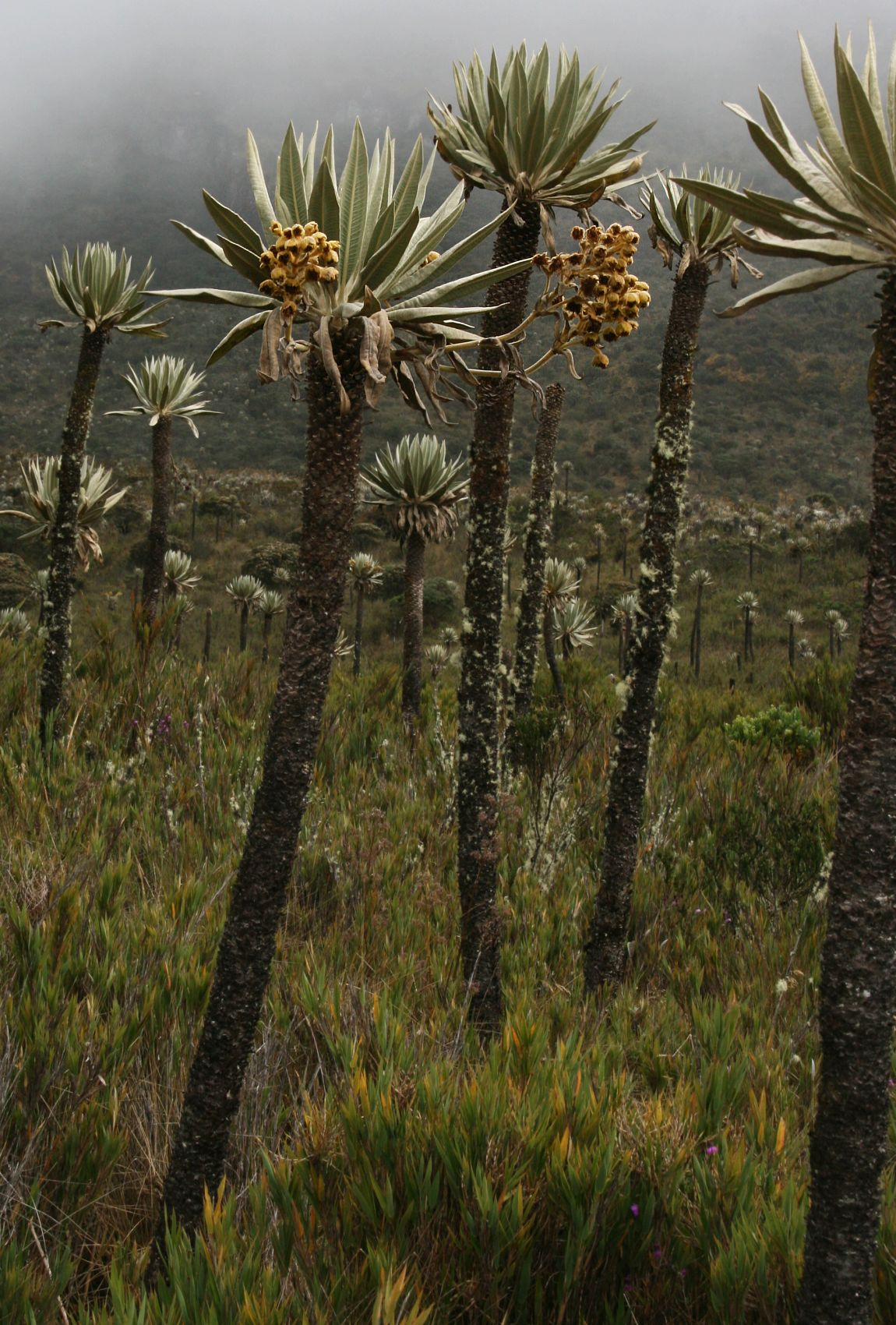
Habitus von Espeletia uribei im Habitat in Kolumbien

## Systematik
Die Gattung Espeletia wurde 1808 durch José Celestino Bruno Mutis in Alexander von Humboldt und Aimé Jacques Alexandre Bonpland: Plantae Aequinoctiales, 2, 9, Seite 10, Tafel 70–72 aufgestellt. Der Gattungsname Espeletia ehrt José Manuel de Espeleta (1739–1823), einen Vizekönig von Neugranada.
Die Gattung Espeletia gehört nach Robinson 1981 zur Subtribus Espeletiinae aus der Tribus Millerieae in der Unterfamilie Asteroideae innerhalb der Familie der Asteraceae.
Synonyme für Espeletia Mutis ex Bonpl. sind: Paramiflos Cuatrec., Tamania Cuatrec.
Es gibt 45 bis 74 Espeletia-Arten:
- Espeletia annemariana Cuatrec.[5]
- Espeletia arbelaezii Cuatrec.[5]
- Espeletia argentea Bonpl.[5]
- Espeletia ariana Rodr.-Cabeza & S.Díaz[5]
- Espeletia aristeguietana Cuatrec.[5]
- Espeletia azucarina Cuatrec.[5]
- Espeletia barclayana Cuatrec.: Sie kommt in Kolumbien im Departamento de Boyacá und im Departamento de Cundinamarca vor.[5]
- Espeletia batata Cuatrec.[5]
- Espeletia boyacensis Cuatrec.[5]
- Espeletia brachyaxiantha S.Díaz[5]
- Espeletia brassicoidea Cuatrec.[5]
- Espeletia cabrerensis Cuatrec.[5]
- Espeletia cachaluensis Rodr.-Cabeza & S.Díaz[5]
- Espeletia canescens A.C.Sm.[5]
- Espeletia cayetana (Cuatrec.) Cuatrec.[5]
- Espeletia chardonii A.C.Sm.[5]
- Espeletia chocontana Cuatrec.[5]
- Espeletia chontalensis Rodr.-Cabeza & S.Díaz[5]
- Espeletia cleefii Cuatrec.[5]
- Espeletia congestiflora Cuatrec.[5]
- Espeletia conglomerata A.C.Sm.[5]
- Espeletia curialensis Cuatrec.[5]
- Espeletia discoidea Cuatrec.[5]
- Espeletia dugandii Cuatrec.[5]
- Espeletia episcopalis Rodr.-Cabeza & S.Díaz[5]
- Espeletia estanislana Cuatrec.[5]
- Espeletia formosa S.Díaz & Rodr.-Cabeza[5]
- Espeletia frontinoensis Cuatrec.[5]
- Espeletia glandulosa Cuatrec.[5]
- Espeletia grandiflora Humb. & Bonpl.: Sie kommt nur in Kolumbien im Departamento de Cundinamarca vor.[7] Die Chromosomenzahl beträgt 2n = 38.[8]
- Espeletia hartwegiana Cuatrec. ex Herzog[5]
- Espeletia idroboi Cuatrec.[5]
- Espeletia incana Cuatrec.[5]
- Espeletia jaramilloi S.Díaz[5]
- Espeletia killipii Cuatrec.: Sie kommt in Kolumbien im Departamento de Boyacá und im Departamento de Cundinamarca vor.[5]
- Espeletia lopezii Cuatrec.[5]
- Espeletia marnixiana S.Díaz & Pedraza[5]
- Espeletia marthae Cuatrec.[5]
- Espeletia mirabilis S.Díaz & Rodr.-Cabeza[5]
- Espeletia miradorensis (Cuatrec.) Cuatrec.[5]
- Espeletia murilloi Cuatrec.[5]
- Espeletia mutabilis S.Díaz & Rodr.-Cabeza[5]
- Espeletia nana Cuatrec.[5]
- Espeletia nemekenei Cuatrec.[5]
- Espeletia occidentalis A.C.Sm.[5]
- Espeletia oswaldiana S.Díaz[5]
- Espeletia paipana S.Díaz & Pedraza[5]
- Espeletia perijaensis Cuatrec.[5]
- Espeletia pescana (S.Díaz) S.Díaz[5]
- Espeletia pisbana S.Díaz & Rodr.-Cabeza[5]
- Espeletia praefrontina Cuatrec.[5]
- Espeletia praesidentis Diazgr. & L.R.Sánchez[5]
- Espeletia pulcherrima Rodr.-Cabeza & S.Díaz[5]
- Espeletia pycnophylla Cuatrec.: Sie kommt in den Anden von Ecuador und Kolumbien in Höhenlagen von 2000 bis 4250 Metern.[5]
- Espeletia ramosa Mavárez & Becerra[5]
- Espeletia raquirensis Rodr.-Cabeza & S.Díaz[5]
- Espeletia roberti Cuatrec.[5]
- Espeletia rositae Cuatrec.[5]
- Espeletia schultesiana Cuatrec.[5]
- Espeletia schultzii Wedd.: Sie kommt nur in Venezuela in den Bundesstaaten Mérida und Trujillo vor.[7]
- Espeletia semiglobulata Cuatrec.: Sie kommt nur in Venezuela im Bundesstaat Mérida vor.[5] Die Chromosomenzahl ist 2n = 38.[8]
- Espeletia smithiana Cuatrec.[5]
- Espeletia soroca S.Díaz & Rodr.-Cabeza[5]
- Espeletia standleyana A.C.Sm.[5]
- Espeletia steyermarkii Cuatrec.[5]
- Espeletia summapacis Cuatrec.: Sie kommt nur in Kolumbien im Departamento de Cundinamarca vor.[5] Sie gedeiht dort in den Anden in Höhenlagen von 3500 bis 4000 Metern.[5]
- Espeletia tapirophila Cuatrec.
- Espeletia tenorae Aristeg.[5]
- Espeletia tibamoensis Rodr.-Cabeza & S.Díaz[5]
- Espeletia tillettii Cuatrec.
- Espeletia tunjana Cuatrec.
- Espeletia ulotricha Cuatrec.
- Espeletia uribei Cuatrec.: Sie kommt in Kolumbien in den Anden in Höhenlagen von 1900 bis 3700 Metern.[5]
- Espeletia weddelii Sch.Bip. ex Wedd.: Sie kommt nur im nordwestlichen Venezuela vor.[5]